# Cefiderocol
El cefiderocol és un antibiòtic del grup de les cefalosporines.

## Indicacions
El cefiderocol es va aprovar als Estats Units el 2019 sota el nom comercial de Fetroja (Shionogi) per al tractament parenteral de les infeccions urinàries complicades amb limitades alternatives de tractament.
L'autorització del cefiderocol als EUA inclou el tractament de les infeccions urinàries complicades , inclosa la pielonefritis, causades per certs bacteris gramnegatius en pacients de 18 anys o més. S'utilitza per via intravenosa i es pot emprar quan es sospita una causa bacteriana amb limitades opcions de tractament per contrarestar el desenvolupament de resistència als antibiòtics.
L'abril de 2020 el cefiderocol va ser aprovat a la UE amb el nom comercial de Fetcroja per al tractament d'infeccions en adults causades per organismes aeròbics gramnegatius.
Els efectes adversos més freqüents són la diarrea, les reaccions al lloc de la infusió, el restrenyiment, l'erupció cutània, la candidiasi, la tos, l'augment dels paràmetres hepàtics, la cefalea, la disminució dels nivells de potassi i les nàusees i vòmits.

## Mecanisme farmacològic
L'estructura β-lactamàmica conté una part estructural anomenada sideròfor, de tipus catecol, mitjançant la qual és capaç d'unir-se als ions de ferro (III). Com a resultat, pot entrar a la cèl·lula bacteriana gramnegativa, mitjançant un sistema de transport actiu de Fe 3+ a la paret cel·lular bacteriana, incloses les de soques multi-resistents. A més, el cefiderocol entra a la cèl·lula bacteriana per difusió passiva. Un cop dins de la cèl·lula bacteriana, les proteases intracel·lulars separen el sideròfor de l'antibiòtic, i aquest pot desenvolupar la seva activitat. És estable per a totes les classes conegudes de β-lactamases. L'efecte antibiòtic sorgeix de la inhibició de la biosíntesi dels peptidoglucans, que són components importants de la paret cel·lular bacteriana.
El cefiderocol té un ampli espectre antimicrobià in vitro contra els patògens gramnegatius, inclosos aquells als quals l'Organització Mundial de la Salut dona la màxima prioritat per al desenvolupament de noves opcions terapèutiques (soques resistents als carbapenemes d' Acinetobacter baumannii, Pseudomonas aeruginosa, Enterobacteriaceae). No és gaire actiu contra els bacteris gram-positius i anaeròbics.
La majoria dels científics consideren que l'augment mundial de bacteris gram-negatius resistents als carbapenems és una amenaça per a la salut pública. Els bacteris amb aquest nivell de resistència no només poden descompondre gairebé tots els antibiòtics β-lactàmics i, per tant, fer-los ineficaços, sinó que també són sovint resistents a altres opcions de tractament a causa de l'adquisició simultània gens de resistència no β-lactàmics. Per tant, les noves opcions de tractament tenen un paper especial en el tractament de les infeccions causades per aquests patògens.

## Característiques

### Descripció químico-farmacèutica
El principi actiu utilitzat en farmàcia és el sulfat de cefiderocol-tosilathidrat, com a sal d'àcid sulfúric i àcid toluensulfònic, i que conté aigua de cristal·lització.
El cefiderocol és estructuralment similar a les cefalosporines ceftazidima i cefepima, motiu pel qual també pot resistir la hidròlisi per β-lactamases. Una característica única i innovativa és l'addició d'una unitat catecòlica a la cadena lateral de C-3, que quela el ferro i imita els sideròfors naturals.

### Dades farmacocinètiques
- Unió de proteïnes plasmàtiques: 40-60 %
- Vida mitja d'eliminació : 2-3 hores
- Volum aparent de distribució: 18 litres
- Metabolisme: menor de 10 %
- Via d'eliminació : renal (98,6 %, dels quals el 90,6 % sense canvis), fecal (2,8 %)[4]